# 労働党 (イギリス)
労働党（ろうどうとう、英語: Labour Party）は、イギリスの政党。社会民主主義を掲げる中道左派政党で、同国において保守党と二大政党を形成している。社会主義インターナショナルと進歩同盟の加盟政党である。
2024年7月5日よりキア・スターマー内閣で政権与党の座にある。

## 歴史

### 結党 (1900年)
1900年に労働代表委員会として発足し、1906年に労働党へ改称した。結党以来、社会民主主義政党として労働者の生活の向上を唱え、失業保険の充実、社会保障制度の整備などに努めてきた。

### マクドナルド政権 (1924年、1929年 - 1935年)
1924年にラムゼイ・マクドナルド党首がジョージ5世からの組閣要請で自由党の閣外協力で史上初の労働党政権の首相兼外相に就任するが、ジノヴィエフ書簡などの影響で同年の総選挙で敗北し、9ヵ月で退陣した。1929年、マクドナルドは第2次の労働党単独内閣を組閣する。1931年から1935年までは、ジョージ5世からの大命で労働党を除く挙国一致内閣の首相を彼が務めた。1931年には非常関税法を制定、インヴァーゴードン反乱によるポンド危機で金本位制を放棄し、通貨安競争を起こした。またウェストミンスター憲章を制定してイギリス連邦を発足させた。経済政策では恐慌対策で党の方針に反して離党し、1931年には非常関税法、1932年には保護関税法を制定し、スターリングブロック経済を構築した。外交面ではロンドン会議でロンドン海軍軍縮条約を成立させた。

### アトリー政権 (1945年 - 1951年)
労働党が行った福祉政策の方向性を指して、「ゆりかごから墓場まで」という言葉が作られた。また、1935年に党首に就任したクレメント・アトリーは第二次世界大戦勝利直前の1945年総選挙で労働党を勝利に導き、挙国一致体制で戦時下の舵取りを担った保守党のウィンストン・チャーチル政権を下野させ、ジョージ6世からの組閣大命を受け首相に就任した。アトリー内閣では石炭や鉄道、通信などの重要基幹産業の国営化を行った。ただし、フェビアン協会の影響力などもあり、党内で教条主義の影響力は限られ、キリスト教社会主義や社会改良主義の影響が強かった。また組織としては労働組合の組合員が事実上自動的に労働党員となるなど、組合の影響力が非常に大きかった。

### アトリー政権後
1951年総選挙で労働党は敗北し、チャーチルが首相に再就任して保守党に政権を奪還されたものの、基本的にアトリー労働党内閣の福祉国家政策は継承された。しかし、こうした福祉政策の充実と基幹産業の国営化は、植民地独立によるイギリス帝国の没落と共に国家財政を逼迫させ、経済の悪化をもたらした。この状況は英国病と呼ばれた。この間、労働党はハロルド・ウィルソン（1964年 -1970年、1974年 - 1976年）とジェームズ・キャラハン（1976年 - 1979年）という2人の首相が政権を担当したが、キャラハン内閣時代に、優遇された労組の度重なるストライキにより社会が麻痺状態に陥った不満の冬（1978年 - 1979年）がイギリス国民の労働党不信を決定づけ、以後、労働党は18年に渡り政権から遠ざかることとなった。1980年代から1990年代中頃までの保守党政権時代で特にマーガレット・サッチャー内閣にとってはこの英国病の克服は重要な課題であった。

### ブレア政権 (1997年 - 2007年)
保守党のサッチャー政権の下で新自由主義に基づく構造改革が進み、経済状況が回復する中、従来の福祉国家路線に拘り、労働組合に依存する労働党は一般有権者の支持を得られず、党勢の低迷が続いた。そこで、1994年に党首となったトニー・ブレアは既存の福祉政策でもサッチャリズムでもない自由主義経済と福祉政策の両立を謳った「第三の道」路線を提唱し、労働組合の影響力を大幅に減らした「New Labour（新しい労働党）」をアピールした。
これにより、保守党政権によって拡大した所得の格差に不満を持った人々や、長期政権に飽きていた有権者の支持を集めて、1997年の総選挙で地滑り的な大勝を収める。以後、「福祉のニューディール」やスコットランド議会の再開などの地方分権が進められている。この「第三の道」路線はヨーロッパ諸国の社会民主主義政党にも大きな影響を与えた。結果的に、ブレア政権下では労働党史上初となる総選挙での3期連続勝利をもたらした。
一方、外交・安全保障面では対テロ戦争でのアメリカ追随の姿勢には、閣僚の中からも批判の声があがり、支持率が低下。保守党が若手のデーヴィッド・キャメロンを党首に選出して変化をアピールしたことなどから、統一地方選で労働党は敗北し、ついには保守党に支持率で10%もの差をつけられるまでに陥った。このため、2006年9月には2007年秋までにブレアが首相・党首を辞任する意向であると発表された。

### ブラウン政権 (2007年 - 2010年)
2007年5月、ブレアは正式に退陣を表明し、6月の臨時党大会で財務大臣のゴードン・ブラウンが後継党首に選出された。その後、6月27日にブレアは首相を辞任、ブラウンが新首相に就任した。なお、ブラウンが党首になった時点での世論調査では労働党の支持率が一時的に回復し、保守党を上回った。
しかし、2008年と2009年の統一地方選挙では保守党に相次いで大敗するなど党勢は低迷。2009年には英政界を巻き込んだ経費不正請求のスキャンダルにより、ブラウンを始め多くの議員が関与していたことが発覚した。
2010年の総選挙において、労働党は改選前と比べ90議席以上を減らして惨敗。しかし、保守党も過半数確保には至らず、36年ぶりとなる「ハング・パーラメント」（宙吊り議会）に陥った。労働党は自由主民党と連立協議を行ったが不調に終わり、13年ぶりに与党の座を保守党と自民党の連立政権に明け渡した。

### 野党転落後 (2010年 - 2024年)
その後エド・ミリバンドが兄弟対決を制して新党首に選ばれ、党の再建に当たることとなった。ミリバンドはブラウン寄りの党内左派であり、組合重視の姿勢を示している。これにより、労働党・保守党・自民党の主要3党の党首すべてが40代という若返りを実現した。
ミリバンドは、「責任ある資本主義」と、より大きな市場介入を主張した。ミリバンドは銀行やエネルギー会社への規制強化を主張し、強力な既得権益に挑戦する必要性とイギリス社会の包括性を高める必要性を訴えた。また、2012年に「One Nation Labor」というブランドを採用した。ミリバンドの在任期間中、労働党は影の内閣の選挙の廃止や党首選挙の制度改革などの内部手続きを改革した。
2012年5月の統一地方選挙では、首都ロンドンの市長選挙は落としたものの、リバプールでの初の市長選挙で圧勝した。181議会における議員選挙でも地滑り的な大勝を収めた。
政権奪還を賭けた2015年イギリス総選挙では選挙前の世論調査では保守党と支持率が拮抗していたが、選挙結果は地盤だったスコットランドの議席の殆どをスコットランド国民党（SNP）に奪われるなどしたために26議席を失って敗北した。勝てるはずの選挙を落としたミリバンドは、敗北の責任を取って党首を辞任すると表明した。
後継を選出する党首選挙では、党内最左派で反緊縮などを掲げるジェレミー・コービンがUNITE（イギリス最大の単一労働組合）他多数の労働組合からの支持と一般党員の熱狂的な支持を受けて最有力に躍り出ると、圧倒的な得票率で当選した。コービンが党首に就任して以降、労働党員の数は記録的な上昇を記録し、2016年には党員数が50万人を超え、西ヨーロッパ最大の政党となった。
翌年にはイギリスの欧州連合離脱決定を受けて、労働党内ではコービンのブレグジットに対する態度が批判された。コービンは国会議員による不信任投票で172-40の大差で敗れたが、その後実施された党首選で圧勝し、続投した。
コービンはブレアやブラウンら党内穏健派からは根強い反発を受けていたが、2017年イギリス総選挙で30議席増の262議席を獲得し、保守党を単独過半数割れに追い込んだ。しかし、318議席と第1党を維持した保守党からの政権奪還は叶わなかった。
2018年の地方選挙では予想に対して議席が伸び悩み、支持率の頭打ちが指摘されている。労働党内の反ユダヤ主義を押さえきれていないとの批判があり、ユダヤ人の多い選挙区では軒並み保守党が勝利した。
2019年2月18日にコービンに反発した所属議員7人が離党した。英政界で行われた離党としては過去40年近くで最大のもの。
2019年8月に50項目以上に及ぶ公約を発表した。その中には商業捕鯨の禁止・競馬におけるムチの使用の見直し・ロブスターやカニなどを生きたまま茹でる調理法の禁止・ガチョウやアヒルの肝臓を肥大化させたフォアグラの輸入禁止など動物保護・愛護の視点から打ち出されたものも含まれた。
2019年12月の総選挙では、焦点となっていたブレグジットへの態度を曖昧にしたことなどが影響して59議席を失い、1935年以来の記録的大敗を喫した。総選挙で大敗を喫した後、コービン党首が辞任した。2020年4月4日にキア・スターマーが新党首に選出された。
新たな党首となったスターマーの元で、労働党は産業政策を軟化させ、ブレア党首時代の親ビジネスの中道路線に回帰した。ただ、その動きの中で左派の候補者や議員を排除したことや、2023年治安法への反対を約束しなかったことや党内の反対意見に対する不寛容さによって権威主義的だと批判されている。
2020年代初頭までは、スコットランド民族主義への対応・ヨーロッパ連合への態度から議席を減らした。かつてレッド・ウォールと言われるほど岩盤支持地域であったイングランド北部・スコットランドで「労働党離れ」が進んでいて、親EUイングランド都市部層が支持基盤となっている。スコットランドでは親EU・反イギリス連邦のスコットランド民族主義左派政党であるスコットランド国民党にスコットランドの支持基盤そのものを、イングランド北部ではヨーロッパ連合離脱・移民と難民削減を求める労働者層を保守党に奪われた。

### スターマー政権 (2024年 - 現在)
2024年7月4日、保守党のリシ・スナク政権下で総選挙が執行され、労働党は選挙前から206議席増の412議席を獲得した。これによりスターマーは首相に就任し、労働党は14年ぶりに保守党からの政権奪還を果たした。

## 支援団体
古くから労働組合を強固な支持団体としており、組合出身の組織内議員も多数存在する。ただ、本項にもあるように組合寄りの政策を取り過ぎたあまり、経済活動の停滞や財政の圧迫を招いたこともある。一方でトニー・ブレアは「脱労働組合」路線を掲げて中間層の支持取り込みを図り、総選挙で大勝を収めた。
また保守党が富裕層や地方出身者・中高年層からの支持が強いのに対して、労働党は低所得者層や都市部の地域・若年層から支持が強い傾向が見られる。ロンドン・マンチェスター・エディンバラなどの都市部では多くの選挙区で議席を獲得している。人口ごとに割り当てられた小選挙区制度の区割りの上で、労働党有利とされる由縁でもある。
スコットランドでも支持され、トニー・ブレア、ゴードン・ブラウンが党首になったが、スコットランド国民党の台頭によって2015年の総選挙ではスコットランドの議席の殆どを失った。長らく支持を取り戻す事ができていなかったが、2024年の総選挙ではスコットランドで37議席を獲得し、復活の兆しを見せた。
音楽・映画業界をはじめとした、芸能界からの支持も強い。著名な支持者として、ビートルズ（メンバー全員）、ピーター・ガブリエル（1998年には国内最高の個人献金を寄付）、J・K・ローリング（ハリー・ポッターシリーズの著者）、エルトン・ジョン、エド・シーランなど。また、2007年にはブラーのデイヴ・ロウントゥリーが労働党から総選挙に出馬しているが、落選している。ただし、イラク戦争を契機に緑の党や自由民主党などに支持を鞍替えする人物も目立っている。

## 歴代党首
- は、首相経験者。ただし、首相在任期間と党首在任期間は異なる。
- 背景灰色は、任期中に与党入りしていない、野党党首。

| 代       | 名                           | 肖像 | 就任日         | 辞任日         | 在任期間  | 生没年月日                     |
| -------- | ---------------------------- | ---- | -------------- | -------------- | --------- | ------------------------------ |
| 1        | ケア・ハーディ               |      | 1906年2月17日  | 1908年1月22日  | 1年339日  | 1856年8月15日 - 1915年9月26日  |
| 2        | アーサー・ヘンダーソン       |      | 1908年1月22日  | 1910年2月14日  | 2年23日   | 1863年9月13日 - 1935年10月20日 |
| 3        | ジョージ・ニコル・バーンズ   |      | 1910年2月14日  | 1911年2月6日   | 357日     | 1859年1月2日 - 1940年4月21日   |
| 4        | ラムゼイ・マクドナルド       |      | 1911年2月6日   | 1914年8月5日   | 3年180日  | 1866年10月12日 - 1937年11月9日 |
| 5        | アーサー・ヘンダーソン       |      | 1914年8月5日   | 1917年10月24日 | 3年80日   | 1863年9月13日 – 1935年10月20日 |
| 6        | ウィリアム・アダムソン       |      | 1917年10月24日 | 1921年2月14日  | 3年113日  | 1863年4月2日 - 1936年2月23日   |
| 7        | ジョン・ロバート・クラインス |      | 1921年2月14日  | 1922年11月21日 | 1年280日  | 1869年3月27日 - 1949年10月23日 |
| 8        | ラムゼイ・マクドナルド       |      | 1922年11月21日 | 1931年9月1日   | 8年284日  | 1866年10月12日 - 1937年11月9日 |
| 9        | アーサー・ヘンダーソン       |      | 1931年9月1日   | 1932年10月25日 | 1年54日   | 1863年9月13日 – 1935年10月20日 |
| 10       | ジョージ・ランズベリー       |      | 1932年10月25日 | 1935年10月8日  | 2年348日  | 1859年2月21日 - 1940年5月7日   |
| 11       | クレメント・アトリー         |      | 1935年10月8日  | 1955年12月7日  | 20年67日  | 1883年1月3日 - 1967年10月8日   |
| 臨時代理 | ハーバート・モリソン         |      | 1955年12月7日  | 1955年12月14日 | 7日       | 1888年1月3日 - 1967年3月6日    |
| 12       | ヒュー・ゲイツケル           |      | 1955年12月14日 | 1963年1月18日  | 7年35日   | 1906年4月9日 - 1963年1月18日   |
| 臨時代理 | ジョージ・ブラウン           |      | 1963年1月18日  | 1963年2月14日  | 37日      | 1914年9月2日 - 1985年6月2日    |
| 13       | ハロルド・ウィルソン         |      | 1963年2月14日  | 1976年4月5日   | 13年51日  | 1916年3月11日 - 1995年5月24日  |
| 14       | ジェームズ・キャラハン       |      | 1976年4月5日   | 1980年11月3日  | 4年212日  | 1912年3月27日 - 2005年3月26日  |
| 15       | マイケル・フット             |      | 1980年11月3日  | 1983年10月2日  | 2年333日  | 1913年7月23日 - 2010年3月3日   |
| 16       | ニール・キノック             |      | 1983年10月2日  | 1992年7月18日  | 8年290日  | 1942年3月28日 -                |
| 17       | ジョン・スミス               |      | 1992年7月18日  | 1994年5月12日  | 1年298日  | 1938年9月13日 - 1994年5月12日  |
| 臨時代理 | マーガレット・ベケット       |      | 1994年5月12日  | 1994年7月21日  | 70日      | 1943年1月15日 -                |
| 18       | トニー・ブレア               |      | 1994年7月21日  | 2007年6月24日  | 12年338日 | 1953年5月6日 -                 |
| 19       | ゴードン・ブラウン           |      | 2007年6月24日  | 2010年5月6日   | 2年316日  | 1951年2月20日 -                |
| 臨時代理 | ハリエット・ハーマン         |      | 2010年5月11日  | 2010年9月25日  | 142日     | 1950年7月30日 -                |
| 20       | エド・ミリバンド             |      | 2010年9月25日  | 2015年5月8日   | 4年225日  | 1969年12月24日 -               |
| 臨時代理 | ハリエット・ハーマン         |      | 2015年5月8日   | 2015年9月12日  | 127日     | 1950年7月30日 -                |
| 21       | ジェレミー・コービン         |      | 2015年9月12日  | 2020年4月4日   | 4年205日  | 1949年5月27日 -                |
| 22       | キア・スターマー             |      | 2020年4月4日   | 現職           | 5年134日  | 1962年9月2日 -                 |

## 歴代副党首
|    |                                                | 画像 | 就任          | 退任                             |
| -- | ---------------------------------------------- | ---- | ------------- | -------------------------------- |
| 1  | ジョン・ロバート・クラインス                   |      | 1922年        | 1932年                           |
| 2  | ウィリアム・グラハム （クラインスとの2人体制） |      | 1931年        | 1932年                           |
| 3  | クレメント・アトリー                           |      | 1932年        | 1935年                           |
| 4  | アーサー・グリーンウッド                       |      | 1935年        | 1945年                           |
| 5  | ハーバート・モリソン                           |      | 1945年        | 1955年                           |
| 6  | ジム・グリフィス                               |      | 1955年        | 1959年                           |
| 7  | アナイリン・ベヴァン                           |      | 1959年        | 1960年6月6日 （在任中死亡）      |
| 8  | ジョージ・ブラウン                             |      | 1960年        | 1970年6月18日 （落選）           |
| 9  | ロイ・ジェンキンス                             |      | 1970年6月19日 | 1972年4月7日                     |
| 10 | エドワード・ショート                           |      | 1972年4月     | 1976年                           |
| 11 | マイケル・フット                               |      | 1976年        | 1980年11月10日 （党首に選出）    |
| 12 | デニス・ヒーリー                               |      | 1980年11月4日 | 1983年6月11日                    |
| 13 | ロイ・ハタズリー                               |      | 1983年6月11日 | 1992年4月11日                    |
| 14 | マーガレット・ベケット                         |      | 1992年4月11日 | 1994年5月12日 （臨時党首に就任） |
| 15 | ジョン・プレスコット                           |      | 1994年7月21日 | 2007年6月24日                    |
| 16 | ハリエット・ハーマン                           |      | 2007年6月24日 | 2015年9月12日                    |
| 17 | トム・ワトソン                                 |      | 2015年9月12日 | 2019年12月12日                   |
| 18 | アンジェラ・レイナー                           |      | 2020年4月4日  | 現職                             |

## 年表
| 年     | 月日     | できごと |
| ------ | -------- | --- |
| 1881年 |          | 社会民主連合（SDF）が設立される （社会民主連合はイギリス最初の社会主義政党であり、マルクス主義政党で後に労働代表委員会に参加するも、労働党にはジョン・バーンズやラムゼイ・マクドナルドなどの一部のメンバーが参加）                                                          |
| 1884年 | 1月4日   | シドニー・ウェッブ、ベアトリス・ウェッブ夫妻によって前身となるフェビアン協会が設立 フェビアン協会にはジョージ・バーナード・ショーやH・G・ウェルズが参加していた |
| 1896年 |          | 独立労働党が設立 |
| 1900年 |          | 社会民主連合、フェビアン協会、独立労働党の3団体と65の労働組合が参加して労働代表委員会を結成。ラムゼイ・マクドナルドを議長に選出 |
| 1906年 |          | 労働代表委員会を議会政党に組織変更し労働党と改称。ケア・ハーディを議長に選出 |
| 1906年 | 2月8日   | 同年の総選挙で29議席獲得 |
| 1914年 |          | マクドナルドを含む多くの党員が第一次世界大戦に反対。戦争反対を唱えないアーサー・ヘンダーソンが議長職をひきつぐ |
| 1916年 |          | デビッド・ロイド・ジョージによる挙国一致内閣で政権参加 |
| 1918年 |          | シドニー・ウェッブの協力のもと、「社会主義綱領」制作。同4条で「生産手段の国有」を宣言 |
| 1924年 |          | 自由党と連立しラムゼイ・マクドナルド政権誕生 |
| 1929年 |          | 総選挙で第一党に。労働党単独政権成立（第2次マクドナルド内閣） |
| 1931年 |          | 世界恐慌に対する対応でマクドナルドが党と対立。一部議員が離党し、マクドナルド派、保守党、自由党との国民政府が成立 以降1935年までマクドナルドが国民政府首相。以降、首相がスタンリー・ボールドウィン、ネヴィル・チェンバレンと保守党党首に交代した後も国民政府派は政権に参加。 |
| 1940年 |          | 保守党党首・首相ウィンストン・チャーチルの下で挙国一致体制に参加。 |
| 1945年 |          | 総選挙で保守党に対し、393議席を獲得し圧勝。労働党単独で初めて過半数の議席を占有。クレメント・アトリーが首相となり初の安定単独政権（アトリー内閣） |
| 1946年 |          | リチャード・クロスマンを中心に党内左派グループ「キープ・レフト」結成。 |
| 1951年 | 4月      | 予算案において、軍事費捻出のためにヒュー・ゲイツケル蔵相が義歯と眼鏡の有料化を打ち出したのに対し、元保健相アニュエリン・ベヴァンが反対して閣僚を辞任。ハロルド・ウィルソンもこれに従い辞任                                                                                  |
| 1951年 | 10月25日 | 総選挙で敗北。政権を失う |
| 1955年 | 12月14日 | ヒュー・ゲイツケルが党首に就任。労働党内で穏健派が優勢に。後の政権奪回への布石となる。 |
| 1959年 |          | ゲイツケル党首、国有化を定めた党規約第4条の改正を試みるも、失敗。 |
| 1963年 | 1月18日  | 党首ヒュー・ゲイツケルが急死。副党首ジョージ・ブラウンが臨時党首に |
| 1963年 | 2月14日  | 新党首にハロルド・ウィルソンを選出 |
| 1964年 | 10月16日 | 総選挙に勝利し政権を奪回。第1次ウィルソン内閣成立 |
| 1970年 | 6月19日  | 総選挙に敗北。労働党下野 |
| 1973年 | 10月     | 党大会において、社会主義的な「1973年綱領」を採択 |
| 1974年 | 2月28日  | 総選挙において最大議席301を獲得（保守党297・自由党14） |
| 1974年 | 3月      | 保守党・自由党の連立交渉が決裂。第2次ウィルソン内閣成立 |
| 1974年 | 10月10日 | 総選挙に勝利。319議席を獲得 |
| 1976年 |          | ウィルソンの辞任を受けた党首選挙でキャラハンが党首に就任。同時に、キャラハン内閣成立 |
| 1979年 | 5月3日   | 総選挙でマーガレット・サッチャー率いる保守党に敗北。労働党下野 |
| 1980年 | 11月4日  | 党首選挙においてマイケル・フットが新党首に選出。デニス・ヒーリーが副党首に |
| 1981年 |          | 党内の対立から右派のロイ・ジェンキンス、シャーリー・ウィリアムズ、デイヴィッド・オーウェン、ウィリアム・ロジャーズら「ギャング・オブ・フォー（4人組）」が離党し、社会民主党を結成（同党はのちに自由党と合流、現在の自由民主党となる）                                       |
| 1983年 | 6月11日  | 一方的核軍縮の断行・欧州共同体からの脱退などを掲げて戦った総選挙で大敗。獲得議席数209は戦後最低。 |
| 1983年 | 11月     | 党首選挙においてニール・キノックを新党首に選出。副党首にロイ・ハタズリーが就任 |
| 1987年 | 6月11日  | 総選挙でサッチャー率いる保守党に敗北（保守：375 労働229） |
| 1992年 | 4月9日   | 総選挙でメージャー保守党に敗北（保守：336 労働：271）。2連敗を喫す |
| 1992年 | 7月18日  | 総選挙敗北をうけ、キノック党首が辞任。党内選挙において新党首にジョン・スミス、副党首にマーガレット・ベケットを選出 |
| 1993年 | 10月     | 党首選出・議員候補者の決定・大会での採決方法に関する規約を改正（ブロック投票制の廃止） |
| 1994年 | 5月12日  | 党首ジョン・スミスが急死。マーガレット・ベケット副党首が臨時党首に就任 |
| 1994年 | 7月21日  | 党首選挙の結果、トニー・ブレアが新党首に就任。副党首選でジョン・プレスコットが選出 |
| 1995年 | 4月      | 臨時党大会において、生産手段の党綱領第4条（国有化条項）が改正される |
| 1995年 | 5月      | 地方選挙で労働党が圧勝 |
| 1995年 | 10月     | 労働党大会開催。ブレア指導部が進める政策見直し案を圧倒的多数で承認 |
| 1997年 | 5月1日   | 総選挙で418議席を獲得し、圧勝。第1次ブレア内閣成立 |
| 2001年 | 6月7日   | 総選挙で議席数をほぼ維持（412議席）。第2次ブレア内閣発足 |
| 2005年 | 5月5日   | イラク戦争への反発などから総選挙で大幅に議席数を減らすが、過半数を維持（356議席）。第3次ブレア内閣。労働党政権としては最長の政権となる |
| 2006年 | 4月26日  | 閣僚のスキャンダル・不祥事が同時に発覚。国民の労働党離れが加速（労働党のブラック・ウェンズデー） |
| 2006年 | 5月4日   | 地方統一選挙で大敗。 |
| 2006年 | 5月5日   | 地方統一選での敗北を受け、内閣改造を実行。第3次ブレア改造内閣発足 |
| 2007年 | 6月28日  | トニー・ブレア辞任を受けた党首選挙でゴードン・ブラウンが新党首に選出。ブラウン内閣発足。副党首選挙でハリエット・ハーマンが選出 |
| 2008年 | 1月24日  | 内閣改造を実施。ブラウン第1次改造内閣発足 |
| 2008年 | 10月3日  | 再び内閣改造を実施。ブラウン第2次改造内閣発足 |
| 2009年 | 6月5日   | 統一地方選での敗北と、大臣数名の辞任劇を受け、内閣改造を三度実行。ブラウン第3次改造内閣発足。 |
| 2010年 | 5月6日   | 総選挙でデーヴィッド・キャメロン率いる保守党に敗北。自由民主党との連立協議に失敗し、ブラウンが辞任を表明。13年ぶり野党に転落。 |
| 2010年 | 9月25日  | エド・ミリバンドが党首選に勝利、新党首に就任。兄のデイヴィッド・ミリバンドなどを破る。 |
| 2012年 | 5月4日   | 181自治体における統一地方選で地滑り的な大勝。 |
| 2015年 | 5月7日   | 総選挙でキャメロン率いる保守党に敗北（保守：331 労働：232）。その責任を取ってミリバンドは党首辞任を表明した。 |
| 2015年 | 9月12日  | ジェレミー・コービンが党首選に勝利、新党首に就任。 |
| 2020年 | 4月4日   | 2019年総選挙でボリス・ジョンソン率いる保守党に敗北した（保守：365 労働：203）責任を取って党首辞任を表明したコービンの後継として、党首選に勝利したキア・スターマーが新党首に就任。                                                                                           |